# 金喇叭
《金喇叭》（英語：The Golden Trumpet）是1961年邵氏出品的一部香港黑白劇情片，由陶秦編導，張沖、范麗、李香君及費立主演。電影講述夜總會失意樂手胡保羅在大環境支配下的遭遇。費立憑本片榮獲第1屆金馬獎最佳童星。

## 劇情
胡保羅（張沖 飾）在一間夜總會中任職樂隊喇叭手，他為人老實但好賭，一夜在朋友家慘敗歸來，兒子胡寶寶（費立 飾）已然熟睡，看到字條才想起懷胎十月的妻子（李香君 飾）已進醫院生產，趕到後驚悉妻子因難產要動手術，然而身無分文的他只能挪用妻子的銀行儲蓄支付手术费。祸不单行，保羅在銀行提款後，款项於巴士上遭扒手偷走。為了籌措醫藥費，保羅找上了對他仍有意思的交際花李美娜（范麗 飾）幫忙，美娜因保羅早前拒絕過她而存心報復，別無他法的保羅甘受戲弄。歸家途中，一名女子落下的千元支票被保羅拾到，但因良心責備而放棄取款。保罗乐队好友孙善仁（蔣光超 飾）带著保罗的兒子寶寶到夜总会表演，保罗不欲儿子抛头露面，走投無路最終選擇典當自己的生財工具金喇叭，才有足夠的錢醫治妻子。在路途中，保羅冤家路窄遇上了偷他錢財的扒手，窮追不捨下竟追進醫院，得悉扒手將竊款用作病兒之治療費，兩人同為受環境所迫而铤而走险之人，心生同情。保罗之同事知其苦衷，合力赎回喇叭，妻子亦安然產下一子。

## 角色
| 演員   | 角色   | 備註               |
| 張沖   | 胡保羅 | 喇叭手，沉迷賭博   |
| 范麗   | 李美娜 | 玩世不恭的任性女郎 |
| 李香君 | 胡妻   | 保羅妻子           |
| 費立   | 胡寶寶 | (童星) 保羅兒子    |
| 楊志卿 | 探長   |                    |
| 蔣光超 | 孫善仁 | 保羅樂隊好友       |
| 爾峯   | 王樂和 |                    |
| 賀賓   |        |                    |
| 楊易木 |        |                    |

## 花絮
- 邵氏原本打算以本片參加威尼斯影展，但後來改為以「台灣邵氏有限公司」的名義，代表中華民國參加1961年第5屆美國舊金山國際電影節[4]。

- 童星費立因在一場私人派對中表演「踢躂舞」而被導演陶秦發掘。[5]

## 獎項
| 年份 | 頒獎典禮    | 獎項     | 名字 | 結果 |
| ---- | ----------- | -------- | ---- | ---- |
| 1962 | 第1届金馬獎 | 最佳童星 | 費立 | 獲獎 |

## 外部連結
- 香港影庫上《金喇叭》的資料（繁體中文）
- 时光网上《金喇叭》的資料（简体中文）
- 豆瓣电影上《金喇叭》的資料 （简体中文）
- AllMovie上《金喇叭》的资料（英文）
- 互联网电影数据库（IMDb）上《金喇叭》的资料（英文）